# دنیاگیری کووید-۱۹ در بحرین
دنیاگیری کووید-۱۹ در بحرین بخشی از دنیاگیری بیماری کروناویروس ۲۰۱۹ در جهان است. اولین مورد تأیید شده در بحرین در ۲۱ فوریه ۲۰۲۰ در منامه اعلام شد.